# Yola bertrandi
Yola bertrandi är en skalbaggsart som beskrevs av Guignot 1952. Yola bertrandi ingår i släktet Yola och familjen dykare. Inga underarter finns listade i Catalogue of Life.